# Горячківський Роман Вікторович
Роман Вікторович Горячківський — майор Збройних Сил України, учасник російсько-української війни, що відзначився під час російського вторгнення в Україну в 2022 році.

## Життєпис
Випускник НАСВ імені гетьмана Петра Сагайдачного.

## Нагороди
- орден «Богдана Хмельницького» III ступеня (2022) — за особисту мужність і самовіддані дії, виявлені у захисті державного суверенітету та територіальної цілісності України, вірність військовій присязі[1];
- Орден Данила Галицького (2024) — за особисту мужність, виявлену у захисті державного суверенітету та територіальної цілісності України, самовіддане виконання військового обов’язку[2];
- нагрудний знак «Знак пошани»;
- Почесний нагрудний знак начальника Генерального штабу — Головнокомандувача Збройних Сил України «За досягнення у військовій службі» ІІ ступеня.